# Ковбой с холмов
«Ковбой с холмов» (англ. The Shepherd of the Hills) — американский чёрно-белый военный драматический художественный фильм, вестерн 1941 года, снятый режиссёром Генри Хэтэуэйем на студии Paramount Pictures.

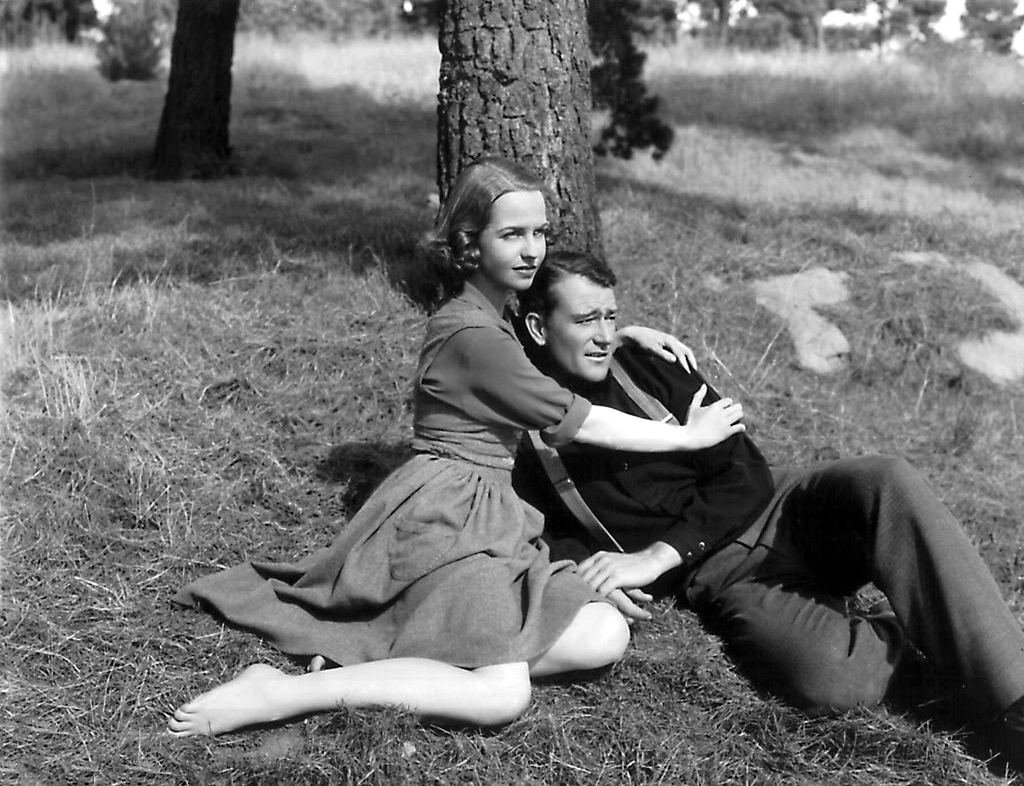
Кадр из фильма:Джон Уэйн и Бетти Филд

Премьера фильма состоялась 18 июля 1941 года. Экранизация романа Гарольда Белла Райта «Пастырь с холмов».
Первый фильм Джона Уэйна в технологии Техниколор

## Сюжет
Таинственный, но приятный незнакомец, прибыв на холмы Миссури, подружился с молодой девушкой из глуши, которая плохо ладит со своим женихом-самогонщиком, поклявшимся найти и убить своего собственного отца.
Он мечтает отомстить своему отцу, который когда-то оставил свою семью. Мэтт никогда не видел своего отца, но обвиняет его в смерти своей матери, которая умерла вскоре после его отъезда. С приездом в посёлок таинственного Дэниэля Хоуитта жизнь жителей полностью меняется. Мэтт не доверяет приезжему.

## В ролях
- Джон Уэйн — молодой Мэтт Мэттьюс
- Бетти Филд —  Семми Лейн
- Гарри Кэри — Дэниэль Хоуитт
- Бьюла Бонди — тётя Молли Мэттьюс
- Джеймс Бартон — старик Мэтт Мэттьюс
- Сэмьюэл С. Хайндс — Энди Билер
- Марджори Мэйн — бабушка Бекки
- Уорд Бонд — Уош Гиббс
- Марк Лоуренс — Пит Мэттьюс
- Джон Куолен — Кут Ройял
- Фуззи Найт — Палестром
- Том Фадден — Джим Лейн
- Олин Хауленд — Корки
- Дороти Адамс — Элви
- Вирита Кэмпбелл — ребёнок
- Селмер Джексон — доктор (в титрах не указан)